# Літопис революції
«Літопис революції» (с укр. — «Летопись революции») — украинский политико-исторический журнал, издававшийся в 1922—1933 годах в Харькове.

## История
До 1929 года был печатным органом Всеукраинского Истпарта ЦК КП(б) Украины, затем — печатным органом Института истории партии и Октябрьской революции в Украине при ЦК КП(б)У.
Созданный по образцу периодического печатного органа Истпарта ЦК РКП (б) «Пролетарская революция». Вопрос о создании такого издания в УССР был поднят на заседании Истпарта ЦК КП (б) Украины в декабре 1921 года.
Первый номер журнала увидел свет в ноябре следующего года. В 1922—1927 годах издавался на русском, в 1928—1929 годах — на русском и украинском, с 1930 г. — на украинском языке.
Инициаторами издания журнала на украинском языке выступили П. Любченко и Н. Скрипник.
Вышло 57 номеров (в 47 книгах). В разные годы тиражи журнала были от 1500 до 6300 экземпляров. На страницах журнала печатались статьи, материалы и документы, а также воспоминания, хроника, библиография, рецензии, обзоры, публицистические заметки и тому подобное. Истории губерний или крупных промышленных центров посвящались тематические номера, в том числе 2-й номер за 1923 г. содержал материалы о Екатеринославщине. С официциальных идеологических позиций освещались вопросы революционного движения XIX — начала XX века, события после Октябрьской революции в Петрограде в 1917 году, история КП (б) Украины и др.
Значительное внимание уделялось освещению денежного обращения и издательской деятельности Истпарта, Украинского общества историков-марксистов и других институтов. Публиковались исследования к юбилейным датам из истории РКП (б) и СССР, в частности, посвященные II съезду РСДРП (1928, № 4-5; 1933, № 1/2), VI съезду РСДРП(б) (1932, № 1/2), Всеукраинской партийной конференции в декабре 1917 г. (1932, № 5/6), установлению советской власти на Украине (1925, № 1), созданию Красной армии (1927, № 1).
Публиковались материалы к юбилеям государственных деятелей (в частности, к 50-летию Г. Петровского, 1928, № 2, к 60-летию Н. Скрипника, 1932, № 1/2). Помещались также статьи, посвящённые дискуссионным вопросам истории Украины, в частности истортческой схеме М. И. Яворского (1930, № 2, 3/4, 5). Среди авторов журнала, кроме работников Испарта, были советские и партийные деятели и военачальники, в частности В. Антонов-Овсеенко, А. Бубнов, С. Гопнер, П. Дыбенко, В. Затонский, Э. Квиринг, Ю. Коцюбинский, Н. Н. Криворучко, Д. Мануильский, В. Межлаук, Г. Петровский, П. Постышев, Н. Скрипник, В. Чубарь, А. Шлихтера, И. Якир.
Публиковались мемуары большевиков — активных участников революционного движения и гражданской войны 1917—1922 годов, в том числе В. Аверина, С. Буздалина, А. Буценко, В. Валявко и многих других.
В журнале увидели свет воспоминания представителей народнического движения А. Бычкова, А. Макаревского и др. Печатались работы историков, в том числе П. Анатольева, И. Брагинского и др.